# 유럽 VLBI 네트워크

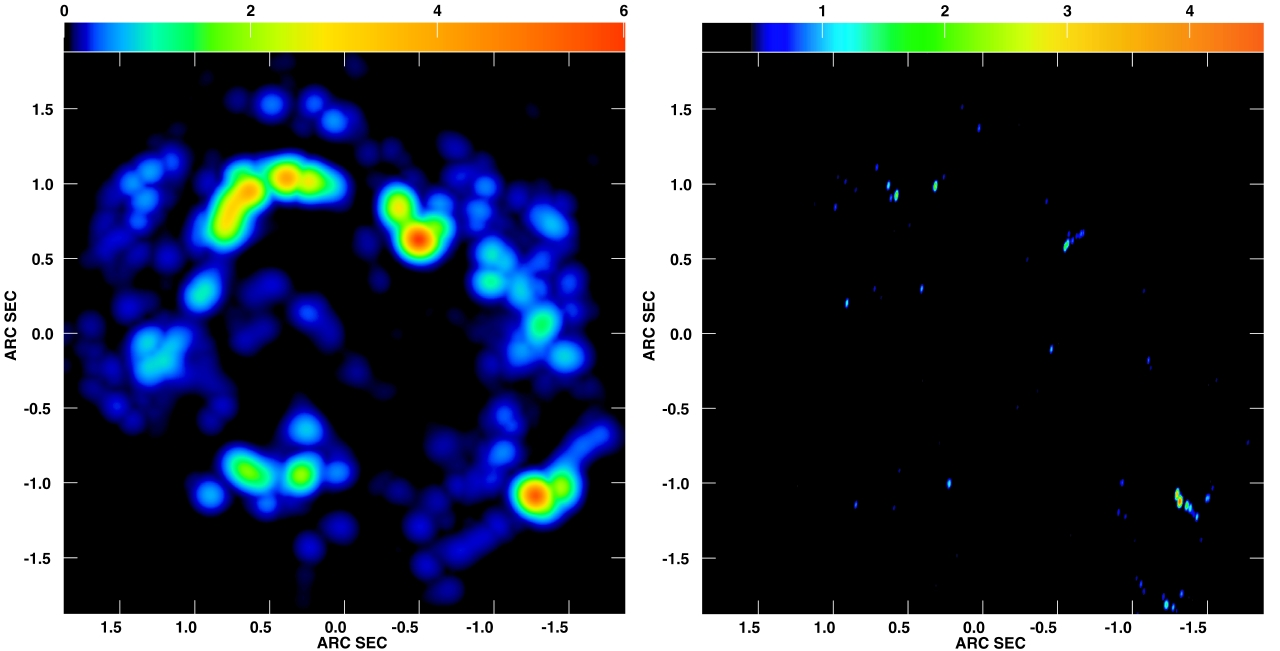

유럽 VLBI 네트워크(European VLBI Network, EVN)는 유럽의 우주전파관측망이다.